# فرم کیلینگ
در ریاضیات، فرمِ کیلینگ (به انگلیسی: Killing Form)، که به نام ویلهلم کیلینگ نامگذاری شده، فرم دوخطی متقارنی است که نقش بنیادینی در نظریات گروه‌های لی و جبرهای لی ایفاء می‌کند. محک‌های کارتان (محک حل‌پذیری و محک نیم-سادگی)، نشان می‌دهند که فرم کیلینگ ارتباط نزدیکی با نیم-سادگی جبرهای لی دارد.

## ارجاعات
1. ↑  Kirillov 2008, p. 102.

- مشارکت‌کنندگان ویکی‌پدیا. «Killing Form». در دانشنامهٔ ویکی‌پدیای انگلیسی، بازبینی‌شده در ۷ ژوئن ۲۰۲۱.